# Volturara Irpina

Volturara Irpina es uno de los 119 municipios o comunas ("comune" en italiano) de la provincia de Avellino, en la región de Campania. Con cerca de 4.229 habitantes, se extiende por una área de 32 km², teniendo una densidad de población de 132 hab/km². Linda con los municipios de Castelvetere sul Calore, Chiusano di San Domenico, Montella, Montemarano, Salza Irpina, Santo Stefano del Sole, Serino, y Sorbo Serpico.

## Demografía
| Gráfica de evolución demográfica de Volturara Irpina entre 1861 y 2001 |
|                                                                        |
| Fuente ISTAT - elaboración gráfica de Wikipedia                        |